# Misja (serial telewizyjny 1980)
Misja – polski serial sensacyjny osnuty wokół wydarzeń politycznych w Europie w 1938 roku, wyprodukowany w 1980 roku przez Studio Filmowe „Kadr”. Scenariusz serialu powstał na motywach utworów Bogdana Ruthy.

## Fabuła
Głównym bohaterem jest młody Polak, który po tym, jak został ranny w trakcie walk na froncie hiszpańskim, trafił na leczenie do szwajcarskiej kliniki. Tam zaczyna działalność konspiracyjną – staje się kurierem, którego zadaniem, wraz z dwoma innymi osobami – Willym i Hasem jest dowieźć do Hiszpanii Adlera – agenta Abwehry, który w zamian za umożliwienie ucieczki do Meksyku i 20 tysięcy dolarów obiecał wskazać niemieckie wtyczki w szeregach hiszpańskich republikanów.

## Obsada
- Tomasz Lulek − Polak
- Józef Grzeszczak − republikanin
- Jerzy Rogowski − republikanin
- Sylwester Maciejewski − tajniak
- Maja Wodecka − Helena Sauerbach
- Henryk Boukołowski − doktor
- Tadeusz Galia − gestapowiec Beichmann
- Andrzej Kozak − Rafael, właściciel strzelnicy
- Jerzy Nowak − Jakub Gutman
- Wojciech Standełło − Adler
- Ryszard Francman − gestapowiec

| - Czesław Jaroszyński − ksiądz, znajomy Rafaela - Eliasz Kuziemski − recepcjonista w hotelu - Zdzisław Kuźniar − komisarz policji - Mieczysław Łoza − windziarz w hotelu - Ferdynand Matysik − Wittke, gość w hotelu - Jacek Ryniewicz − gestapowiec - Wiktor Grotowicz − pracodawca Hasego - Kazimierz Ostrowicz − Reschke, gość hotelu - Tadeusz Szaniecki − Johann Hase - Piotr Probosz − Willi, syn doktora - Emir Buczacki − kurier Pedro - Henryk Hunko − akompaniator w szkole tańca - Zofia Jamry-Kosek − właścicielka szkoły tańca - Eugeniusz Kujawski − oficer straży granicznej - Stanisław Ptak − minister Rzeszy - Tadeusz Madeja − dozorca budynku - Erwin Nowiaszek − lokaj w rezydencji kardynała |  | - Witold Skaruch − sekretarz kardynała - Jan Bógdoł − oficer w sztabie republikanów - Maria Buszko − pielęgniarka - Mieczysław Janowski − oficer w sztabie republikanów - Bernard Krawczyk − oficer-zdrajca w sztabie republikanów - Stanisław Jaroszyński − republikanin - Zdzisław Kozień − republikanin - Edwin Petrykat − republikanin |

## Obsada dubbingu
- Tomasz Zaliwski − Adler (odc. 3–6)
- Henryk Machalica − lekarz zakonnik na wyspie trędowatych (odc. 4)
- Paweł Unrug − przewodnik "Olbrzym" (odc. 5)
- Magdalena Wołłejko − pielęgniarka (odc. 6)

## Zdjęcia
- Kłodzko
- Kowary (sanatorium)
- Schronisko Szwajcarka
- Szklarska Poręba